# De Mare
De Mare is een wijk in de Noord-Hollandse stad Alkmaar. De buurt maakte bij een eerdere wijkindeling van Alkmaar onderdeel uit van de wijk voormalige wijk Huiswaard-Noord.
De buurt De Mare is gebouwd rond en op een groot winkelcentrum. Naast het winkelcentrum zijn er ook tal van sociale voorzieningen in deze buurt aanwezig, zoals seniorenwoningen, bibliotheek, ontmoetingscentrum en een zorgcentrum. Direct aangrenzend aan de buurt liggen een wijkcentrum, een medisch centrum en een middelbare school, het Stedelijk Dalton College Alkmaar, met sportfaciliteiten en een park.
Vanwege haar centrale positie in de wijk Huiswaard heeft De Mare een vrijwel optimale bereikbaarheid met parkeerplaatsen aan drie zijden en een parkeergarage. Verder rijden er diverse buslijnen langs en is er een busknooppunt.
In september 2009 is een uitbreiding en volledige renovatie van het winkelcentrum aan de Europaboulevard afgerond.